# Musca (gen)
Musca este un gen de muște din familia Muscidae. El include și specia Musca domestica (musca de casă comună).

## Specii
- M. albina Wiedemann, 1830
- M. amita Hennig, 1964
- M. autumnalis De Geer, 1776
- M. biseta Hough, 1898
- M. crassirostris Stein, 1903
- M. domestica Linnaeus, 1758

- M. d. calleva Walker, 1849
- M. d. domestica Linnaeus, 1758

- M. larvipara Porchinskiy, 1910
- M. lucidula (Loew, 1856)
- M. osiris Wiedemann, 1830
- M. sorbens Wiedemann, 1830
- M. tempestiva Fallén, 1817
- M. vitripennis Meigen, 1826
- M. vetustissima Walker, 1849

- Musca aethiops
- Musca afra
- Musca alpesa
- Musca amentaria
- Musca amicula
- Musca asiatica
- Musca aurata
- Musca bakeri
- Musca bezzii
- Musca cadaverum
- Musca calleva
- Musca callvea
- Musca capensis
- Musca cassara
- Musca caudex
- Musca chalybaea
- Musca chrysorrhaea
- Musca cinerea
- Musca conducens
- Musca confiscata
- Musca consobrinus
- Musca convexifrons
- Musca craggi
- Musca curviforceps
- Musca dasyops
- Musca degener
- Musca elatior
- Musca emdeni
- Musca erro
- Musca ethiopica
- Musca fergusoni
- Musca flavipalpis
- Musca fletcheri
- Musca formosana
- Musca freedmani
- Musca fulvicornis
- Musca gabonensis
- Musca hebes
- Musca heidiae
- Musca hervei
- Musca hugonis
- Musca illingworthi
- Musca inferior
- Musca intermedia
- Musca lanio
- Musca lasiopa
- Musca lasiophthalma
- Musca leucoptera
- Musca liberia
- Musca lindneri
- Musca lothari
- Musca lusoria
- Musca macellaria
- Musca mactans
- Musca malaisei
- Musca mallochi
- Musca meruensis
- Musca micans
- Musca munroi
- Musca murina
- Musca negriabdomina
- Musca nevilli
- Musca nitens
- Musca obscura
- Musca patersoni
- Musca pattoni
- Musca pilifacies
- Musca planiceps
- Musca polisma
- Musca pseudocorvina
- Musca recurva
- Musca relictus
- Musca rubiginea
- Musca ruficeps
- Musca ruralis
- Musca sannio
- Musca santoshi
- Musca seniorwhitei
- Musca setulosa
- Musca simulator
- Musca somalorum
- Musca spangleri
- Musca splendens
- Musca stabulans
- Musca striatacta
- Musca suecica
- Musca suffusa
- Musca tahitiensis
- Musca tempestatum
- Musca terraereginae
- Musca tibetana
- Musca transvaalensis
- Musca turbida
- Musca ugandae
- Musca varensis
- Musca ventito
- Musca ventrosa
- Musca vespillo
- Musca vilis
- Musca villeneuvii
- Musca wittweri
- Musca xanthomelas

Lista speciilor conform Catalogue of Life:
- Musca abrupta
- Musca adiaphora
- Musca adspersus
- Musca aestiua
- Musca aestivationis
- Musca aestuans
- Musca agilis
- Musca allii
- Musca alterabilis
- Musca ambulans
- Musca annulata
- Musca aphidioides
- Musca argentata
- Musca arratus
- Musca aselliformis
- Musca atra
- Musca aurata
- Musca ausus
- Musca bicolor
- Musca bilineata
- Musca bimaculata
- Musca bohemica
- Musca brevis
- Musca brunnea
- Musca buccata
- Musca buphthalmi
- Musca capito
- Musca caracteristica
- Musca carinata
- Musca castanea
- Musca caudata
- Musca chrysocephala
- Musca chrysostoma
- Musca cineraria
- Musca cinerascens
- Musca cingulata
- Musca clandestina
- Musca clauata
- Musca clavicornis
- Musca claviformis
- Musca claviventris
- Musca commoror
- Musca concinna
- Musca conferta
- Musca confluo
- Musca conica
- Musca convento
- Musca costata
- Musca crassipes
- Musca cruciata
- Musca cuprea
- Musca cyanophthalma
- Musca cylindrica
- Musca depressa
- Musca despecta
- Musca divaricata
- Musca doclea
- Musca doliata
- Musca duplicata
- Musca elongata
- Musca erratica
- Musca erythrocephala
- Musca fallax
- Musca familiaris
- Musca fervida
- Musca fimetorum
- Musca flauicans
- Musca flavescens
- Musca flavicans
- Musca fulvipes
- Musca fungorum
- Musca fusca
- Musca fuscipes
- Musca galeata
- Musca geographica
- Musca gibba
- Musca gibbosa
- Musca gigantea
- Musca glaucoptera
- Musca grisea
- Musca guttata
- Musca helenii
- Musca helvola
- Musca hemipterus
- Musca hirsute
- Musca hortensis
- Musca hydrophila
- Musca ichneumonoides
- Musca larvata
- Musca lateritia
- Musca latipes
- Musca latro
- Musca leporinus
- Musca leuconyx
- Musca leucopis
- Musca leucoptera
- Musca leucosticta
- Musca libatrix
- Musca liturata
- Musca longipes
- Musca luctuosa
- Musca lutea
- Musca macrocephala
- Musca marginalis
- Musca marginella
- Musca marmorata
- Musca melanura
- Musca mesoleuca
- Musca metus
- Musca minutissima
- Musca nero
- Musca neustriae
- Musca nigripes
- Musca nigripilis
- Musca nivalis
- Musca nobilis
- Musca notata
- Musca novemmaculata
- Musca novempunctata
- Musca ochroptera
- Musca orbiculata
- Musca pallida
- Musca pennipes
- Musca personata
- Musca pertinax
- Musca picata
- Musca picea
- Musca plumbea
- Musca praedo
- Musca praeusta
- Musca procedo
- Musca prodromaria
- Musca psyllia
- Musca pulicaria
- Musca pulla
- Musca pullata
- Musca punctata
- Musca punctifera
- Musca putris
- Musca quadrata
- Musca quadricolor
- Musca quadrifasciata
- Musca quadrilineata
- Musca quinquefasciata
- Musca quinquepunctata
- Musca recedans
- Musca recurro
- Musca redians
- Musca refers
- Musca reticulata
- Musca rubiginosa
- Musca rubripes
- Musca ruficapilla
- Musca ruficrus
- Musca rufipes
- Musca rufiventris
- Musca sacalis
- Musca scolopacina
- Musca secalis
- Musca segmentaria
- Musca sericea
- Musca setaria
- Musca seticornis
- Musca setosa
- Musca sigmoidea
- Musca simulater
- Musca smaragdina
- Musca sordida
- Musca spinifera
- Musca squalida
- Musca strigosa
- Musca subulata
- Musca syrphus
- Musca teres
- Musca terrestris
- Musca tessellata
- Musca tibialis
- Musca timidus
- Musca tipulaea
- Musca topiaria
- Musca tricolor
- Musca trigrammica
- Musca trimaculata
- Musca trinervis
- Musca tripunctata
- Musca tristis
- Musca truncata
- Musca tuberculata
- Musca turcica
- Musca varia
- Musca velox
- Musca versicolor
- Musca versipellis
- Musca violacea
- Musca virens
- Musca viridana
- Musca vitrata
- Musca vivipara